# Campanula simulans
Campanula simulans là loài thực vật có hoa trong họ Hoa chuông. Loài này được Carlström mô tả khoa học đầu tiên năm 1986.